# Joaquín Bassols
Joaquín Bassols y Marañosa (Barcelona, 13 de octubre de 1797 – Madrid, 12 de febrero de 1872) fue un militar y político español.

## Biografía
Militar catalán, entra en política como diputado por Lérida en 1841. En 1855 sofocó un alzamiento carlista en Cataluña. Capitán General de Cataluña en 1868, ocupa durante el reinado de Amadeo I el Ministerio de la Guerra entre octubre y diciembre de 1871.
De ideología liberal, tomó parte en todas las contiendas civiles del siglo XIX: primera guerra carlista, segunda guerra carlista, etc. y  ascendió a general por méritos de guerra. Durante la regencia de María Cristina participó en el pronunciamento a favor de Baldomero Espartero y fue elegido diputado por Lérida en 1841, en sustitución de Rafael Degollada. Durante el reinado de Isabel II fue gobernador militar de Barcelona y de Menorca, capitán general de las Islas Baleares, capitán general de Aragón y de Castilla la Nueva.
Dio amparo a la Revolución de 1868 y durante unos meses de 1868 fue Capitán General de Cataluña. Durante el reinado de Amadeo I, entre octubre y diciembre de 1871 fue ministro de Guerra en el gabinete dirigido por José Malcampo y Monge. En las elecciones de abril de 1872 fue elegido senador por la provincia de Badajoz y en las de agosto de 1872, fue senador por las Islas Baleares.
Un sobrino suyo, Domingo de Miquel, fue diputado carlista durante el Sexenio Revolucionario.